# Юрген Крюгер
Юрген Крюгер (нім. Jürgen Krüger; 16 липня 1918, Берлін — 17 жовтня 1943, Атлантичний океан) — німецький офіцер-підводник, оберлейтенант-цур-зее крігсмаріне.

## Біографія
3 квітня 1937 року вступив на флот. З жовтня 1940 по травень 1941 року пройшов курс підводника. З травня 1941 року — вахтовий офіцер на підводному човні U-141. З 20 листопада 1941 по 15 червня 1942 року — командир U-141, з 16 липня 1942 року — U-631, на якому здійснив 3 походи (разом 145 днів у морі). 17 жовтня 1943 року U-631 був потоплений в Північній Атлантиці південно-східніше мису Фарвель (58°13′ пн. ш. 32°29′ зх. д.) глибинними бомбами британського корвета «Санфлавер». Всі 54 члени екіпажу загинули.
Всього за час бойових дій потопив 2 кораблі загальною водотоннажністю 9136 тонн.
| Дата            | Назва корабля | Тип               | Тоннаж | Вантаж                | Екіпаж | Загинули | Країна     | Конвой  |
| --------------- | ------------- | ----------------- | ------ | --------------------- | ------ | -------- | ---------- | ------- |
| 29 грудня 1942  | Ingerfem      | Торговий пароплав | 3,978  | Баласт                | 41     | 40       | Норвегія   | ONS-156 |
| 17 березня 1943 | Terkoelei     | Торговий пароплав | 5,158  | Цинк, пшениця і пошта | 97     | 36       | Нідерланди | HX-229  |

## Звання
- Кандидат в офіцери (3 квітня 1937)
- Морський кадет (21 вересня 1937)
- Фенріх-цур-зее (1 травня 1938)
- Оберфенріх-цур-зее (1 липня 1939)
- Лейтенант-цур-зее (1 серпня 1939)
- Оберлейтенант-цур-зее (1 вересня 1941)